# Кръста Йосифова
Кръста Йосифова е българска възрожденска деятелка и революционерка от Струга.

## Биография
Родена е в град Охрид, тогава в Османската империя. Женена е за Йосиф Митрев и е майка на революционерите от Вътрешната македоно-одринска революционна организация Наум Йосифов, Илия Йосифов и Владимир Йосифов. Съпруг на дъщеря ѝ е Лямбе Блажев. Къщата на Баба Кръста е център на ВМОРО в Охрид и в нея често пребивават революционни дейци. Баба Кръста продължава да се занимава с революционна дейност и при сръбския режим. Многократно е задържана и тормозена от турските, а по-късно и от сръбските власти.
Умира на 4 март 1929 година.